# Jerzy Wojniłowicz
Jerzy Tomasz Wojniłowicz (ur. 22 września 1941 r. w Ciebłowicach Małych) – nauczyciel, geograf, historyk-regionalista, wieloletni prezes i sekretarz Koła PTH w Tomaszowie Mazowieckim.

## Biogram
Wychował się w Tomaszowie Mazowieckim, gdzie ukończył szkołę podstawową i II Liceum Ogólnokształcące im Stefana Żeromskiego. Studiował na kierunku geografia na Uniwersytecie Łódzkim. Pracował początkowo w dzielnicy Kaczka w Szkole Podstawowej nr 10. W latach 1976–1998 był nauczycielem geografii w Szkole Podstawowej nr 5. Przeszedł na emeryturę. Ma żonę Lucynę, syna Roberta i dwóch wnuków.

## Zainteresowania
Interesuje się przeszłością Tomaszowa Mazowieckiego i okolic. Prowadzi badania archiwalne i biograficzne. Zajmuje się problematyką lokalnej prasy, dziejami miejscowego szkolnictwa, martyrologią tomaszowian, także historią tomaszowskich Żydów.

## Działalność społeczna
Jako geograf z wykształcenia działa w Polskim Towarzystwie Turystyczno-Krajoznawczym. W latach 1967–1987 prowadził szkolne koło PTTK. Od r. 1967 należy do Towarzystwa Przyjaciół Muzeum w Tomaszowie, gdzie pełni funkcję wiceprezesa. Od roku 1983 należy do Koła tomaszowskiego PTH, pełniąc m.in. funkcję prezesa, skarbnika i sekretarza. W latach 1986–1999 był członkiem delegatury piotrkowskiej Okręgowej Komisji Badania Zbrodni Przeciwko Narodowi Polskiemu w Łodzi. Należy do Stowarzyszenia Przyjaciół Pilicy i Nadpilicza (wchodzi w skład Zarządu). Jest członkiem założycielem Społecznego Komitetu Opieki nad Grobami Zasłużonych Tomaszowian.

## Wybrane publikacje

### Książki
- Katalog prasy tomaszowskiej wydawanej w latach 1945-1990, Tomaszów Mazowiecki 1991.
- [redakcja] Tomaszowski Słownik Biograficzny, zesz. I (1994), II (1997), III (1999), IV (2001), V (2003), VI (2010), ISBN 978-83-902722-2-1. W TSB opublikowano 25 biogramów wybitnych tomaszowian autorstwa Jerzego Wojniłowicza.
- Prasa tomaszowska 1907-1997. Katalog wystawy, Tomaszów Mazowiecki 1998.
- Spis szkół i nauczycieli w Tomaszowie Mazowieckim w roku szkolnym 1938/39, Tomaszów Mazowiecki 1998, ISBN 83-902722-2-9.
- Prasa wydawana w Tomaszowie Mazowieckim w latach 1991-2000, Tomaszów Mazowiecki 2003, ISBN 83-902376-8-7.

### Artykuły
- Straty nauczycielstwa tomaszowskiego w okresie II wojny światowej, "Przegląd Historyczno-Oświatowy" 23, 1980, z. 2 (88), s. 229-236.
- Z dziejów Państwowego Seminarium Nauczycielskiego Męskiego im. Tadeusza Rejtana w Tomaszowie Mazowieckim (1919-1932), "Rocznik Łódzki" 1982, t. 32, s. 155-172.
- Martyrologia lekarzy tomaszowskich (1939-1945), "Przegląd Lekarski" 1987, t. 44, nr 1, s. 85-88;
- Karol Benni – wybitny tomaszowianin, [w:] Materiały sesji „Z dziejów Tomaszowa Maz.”, Tomaszów Mazowiecki 1988, s. 52-56.
- Sadłowski Kazimierz (1870-1945), Polski Słownik Biograficzny, tom XXXIV, z. 2 (141), Wrocław-Warszawa-Kraków 1992, s. 285-286.
- Tadeusz Seweryn w Tomaszowie Mazowieckim, "Rocznik Muzeum Etnograficznego w Krakowie”, t. XIII, 1996, s. 41-42;
- Ludność żydowska w Tomaszowie Mazowieckim w latach 1939-1943, "Biuletyn Okręgowej Komisji Badania Zbrodni przeciwko Narodowi Polskiemu w Łodzi – Instytutu Pamięci Narodowej", 1997, t. 5, Łódź – Piotrków Tryb. 1997, s. 79-101.
- Tomaszów Mazowiecki podczas I wojny światowej w świetle „Gazety Urzędowej Tomaszowskiej”, [w:] Piotr Zawilski (red.), Drogi do niepodległości. Materiały z sesji naukowej z okazji 80 rocznicy Odzyskania Niepodległości przez Polskę, 6 listopada 1998, Tomaszów Mazowiecki 1998, s. 39-46.
- Henryk Kamiński, "Gazeta Wyborcza" (dodatek łódzki) z 18-19 marca 2000 r., s. 7.
- Tomaszowianie straceni na wschodzie, "Rocznik Łódzki" 2000, t. 47, s. 163-174.
- Zarys dziejów Koła Polskiego Towarzystwa Historycznego w Tomaszowie Mazowieckim, w: Alicja Szymczak, Maria Nartonowicz-Kot (red.), W służbie historii i społeczeństwa. Dzieje Oddziału Łódzkiego Polskiego Towarzystwa Historycznego 1927-2007, Łódź 2007, ISBN 978-83-926472-0-1, s. 151-159.
- Emilia Topas-Bernsztajnowa, „Gazeta Wyborcza” (dodatek łódzki) nr 201 z dn. 28 VIII 2009 r., s. 18.
- Udział Tomaszowian w walkach o niepodległość Polski w latach 1918-1920, [w:] Tomasz Matuszak (red.), W cieniu „czerwonej zarazy”. W 90. Rocznicę Bitwy Warszawskiej 1920 roku, Piotrków Trybunalski – Opoczno 2010, s. 129-139.